# Marilyn Nash
Pour les articles homonymes, voir Nash.
Marilyn Nash est une actrice et directrice de casting américaine, née le 26 octobre 1926 à Flint (Michigan) et morte le 6 octobre 2011 à Oroville (Californie).

## Biographie
Dans les années 1940, Marilyn Nash étudie la médecine à l'Université d'Arizona. Âgée de 17 ans, lors d'un voyage à Los Angeles avec sa mère (Beatrice Nash), sa carrière prend un tournant plutôt inattendu. C'est lors d'une partie de tennis à l’Hôtel de Beverly Hills que Nash fait la connaissance du très célèbre acteur et réalisateur, Charlie Chaplin. Cette rencontre l'amène à être rapidement engagée comme actrice dans les Charlie Chaplin Studios.
En 1947, Marilyn Nash joue le rôle d'une jeune vagabonde dans la comédie noire, Monsieur Verdoux.
Dans la même période, Nash rencontre Philip Yordan, le scénariste des 55 jours de Pékin. Le couple se marie en 1946, puis divorce en 1952. Un enfant naît de cette union, Daniel.
En 1951, Marilyn Nash incarne le rôle du médecin Joan Lindsey dans Unknown World, un film de science fiction réalisé par Terry O. Morse.
Ensuite, elle enchaîne les rôles à la télévision. Notamment dans Hopalong Cassidy en 1952, et la série Médic en 1955. Nash fait également quelques apparitions dans le monde du théâtre, dont l'une dans l'adaptation de la nouvelle Auntie Mame.
À la suite de son second mariage avec Donald Franks, le couple a trois enfants : David en 1956, et les jumeaux Dennis et Douglas en 1961. En 1971, la famille déménage à Oroville, au nord de la Californie. Les époux divorcent quelques années plus tard.
C'est à l'occasion de ce déménagement que Marilyn Nash devient directrice de casting. Elle travaille surtout pour des productions locales comme The Great Smokey Roadblock (1974, sorti en 1977), L'Homme du clan (1974) et Josey Wales hors-la-loi (1976) avec Clint Eastwood.
En 1999, alors âgée de 73 ans, Marilyn Nash rencontre Mack Hill. Le couple se marie un an plus tard, en 2000. Malheureusement l'époux meurt peu de temps après.
Nash fait une dernière apparition en 2007, à l'occasion du documentaire biographique Spine Tingler ! The William Castle Story par Jeffrey Schwarz (en). Elle délivre alors une interview portant sur son amitié de longue date avec William Castle, rencontré pendant son premier mariage avec Philip Yordan.
Le 6 octobre 2011, Marilyn Nash est décédée à Oroville, à l'âge de 84 ans.

## Filmographie

### Actrice
- 1947 : Monsieur Verdoux de Charlie Chaplin : la jeune fille sous la pluie
- 1951 : Unknown World de Terry O. Morse : Dr Joan Lindsey

### Directrice de casting
- 1974 : L'Homme du clan